# ¿Qué es el amor?
¿Qué es el amor? es el título del 26°. álbum de estudio grabado por el intérprete mexicano José José. Fue lanzado al mercado bajo el sello discográfico BMG Ariola el 21 de febrero de 1989. El álbum ¿Qué es el amor? fue producido por Oscar López y co-producido por Daniel Freiberg.
El disco reúne a diferentes compositores, algunos de sus éxitos fueron: "Cómo tú", "Él", "Piel de azúcar", "Condenado", "¿Qué es el amor?", "Tal vez por nada" y "Los amantes". Sus ventas se estiman en más de 2 millones de discos a nivel mundial mundialmente.

## Lista de canciones
| ¿Qué es el amor? |                       |                                           |          |  |
| N.º              | Título                | Escritor(es)                              | Duración |  |
| 1.               | «Condenado»           | Rubén Amado                               | 4:02     |  |
| 2.               | «Cómo tú»             | Wildo                                     | 4:15     |  |
| 3.               | «Él»                  | Rubén Amado                               | 3:43     |  |
| 4.               | «Piel de azúcar»      | Rubén Amado                               | 3:40     |  |
| 5.               | «Me voy»              | Piero José                                | 3:38     |  |
| 6.               | «Punto final»         | Rubén Amado                               | 3:36     |  |
| 7.               | «Tal vez por nada»    | Braulio García                            | 4:38     |  |
| 8.               | «Los amantes»         | S. Da Conceicao · Augusto César Laureanco | 4:44     |  |
| 9.               | «¿Qué es el amor?»    | Miguel Mateos                             | 4:43     |  |
| 10.              | «Una amable aventura» | Braulio García                            | 4:41     |  |
| 11.              | «Qué no daría yo»     | Vilma Planas (Compositora Cubana)         | 4:15     |  |
| 46:01            |                       |                                           |          |  |

## Créditos y personal
| Producción - José José - Voz - Daniel Freiberg - Arreglos y dirección musical - Oscar López - Dirección y realización - Sam Ginsberg, Dave Dachinger - Ingeniería de grabación - Dany Freiberg, Jon Goldberger - Ingeniería de grabación - Jay Messina - Ingeniería de mezcla - Joe Maneman, Frank Pekoc - Asistentes de ingeniería - Derrick Venarchik - Compaginación - Corte Direct Metal Mastering (CDMM): Jim Sheton por Europadisk New York City. - Cándido Díaz - Fotografía | Músicos - Daniel Freiberg - Piano, sintetizadores, percusión y producción de teclados. - Frank Centeno, George Alfano, Gery Kelly - Bajo - Terry Silverlight, Norbert Goldberg - Batería - Norbert Goldberg, Mary Llovera - Percusión - Elliot Randall, George Wadenius, Steve Bill - Guitarra - Paquito D' Rivera, MArk Fineberg - Saxos - Dave Rogers, Rick Savage - Trompetas - Gam Pugh - Trombón - Maurice Smith - Flauta y Saxo barítono - Harold Kohan - Concert Master - Cuerdas - Doris Eugenio, Damaris Carbough - Coros - Rodrigo Saénz, Humberto Dovo - Coros |